# Verry Elleegant
Verry Elleegant, née le 12 octobre 2015 et mort le 18 février 2024, est un cheval de course pur-sang australien. Élue Cheval de l'année en Australie pour la saison 2020-2021, elle a remporté onze groupe 1.

## Carrière de course
Verry Elleegant débute en fin de son année de 2 ans sur l'hippodrome de Te Rapa chez elle, en Nouvelle-Zélande. Deux victoires plus tard, elle est vendue pour moitié et transférée en Australie dans les boxes du top-entraîneur Darren Weir, ses anciens propriétaires conservant la moitié de la pouliche, qui continue à courir sous la casaque de Jomara Bloofstock. Elle tente sa chance d'emblée au niveau des courses de groupe et parvient à enlever un groupe 3 à Caulfield, mais à l'automne elle peine à s'illustrer. C'est alors que Darren Weir se voit accusé, entre autres méfaits, de maltraitance animale après la découverte d'outils servant à donner des impulsions électriques aux chevaux : il est banni pour quatre ans et Verry Elleegant est transférée chez Chris Waller, l'entraîneur de la légendaire Winx. Au printemps, elle semble avoir franchi un palier et aligne trois victoires dont deux groupe 1, les Vinery Stakes et les Australian Oaks.
Désormais comptant parmi les meilleurs chevaux océaniens, Verry Elleegant réalise une année de 4 ans un peu irrégulière, marquée par un échec dans la Cox Plate, la course la plus relevée d'Australie, remportée cette année-là par la Japonaise Lys Gracieux, une course sans doute venue un peu trop dans la carrière de cette jument tardive. Elle compte néanmoins deux victoires (dont les Tancred Stakes, un groupe 1) en huit sorties et plusieurs accessits d'honneur, notamment derrière l'Anglais Addeybb (lequel, vainqueur des Champion Stakes, n'est pas le premier venu venu faire campagne en Australie. Se bonifiant au fil du temps, Verry Elleegant réalise une année de 5 ans formidable, raflant cinq groupe 1, dont trois aux dépens de chevaux européens : elle devance d'une tête dans la Caulfield Cup le vainqueur du Derby d'Epsom 2019 Anthony Van Dyck, et défait à deux reprises, dans les Chipping Norton Stakes et les Queen Elizabeth Stakes, Addeyb, de retour aux Antipodes. Ces victoires permettent de mesurer les progrès de cette jument qui, en termes de distance, court à l'Australienne – c'est-à-dire passant sans coup férir d'une distance à l'autre, de 1 400 mètres mètres à 3 200 mètres et vice versa, chose impensable chez les très prudents coursiers européens. En revanche, elle ne parvient pas à s'imposer dans la plus célèbre des courses australiennes, la Melbourne Cup. Il ne lui en est pas tenu rigueur au moment d'élire le cheval de l'année 2020-2021 en Australie, qui lui revient logiquement. Elle est par ailleurs créditée d'un rating de 123, le vingtième mondial et le deuxième en Australie, une livre derrière le sprinter Nature Strip.
Maintenue à l'entraînement à 6 ans, Verry Elleegant n'a rien perdu de son punch, même si elle gagne moins souvent. Elle termine troisième de l'Irlandais State of Rest dans le Cox Plate. Mais elle remporte avec brio celle qui reste la plus belle, la Melbourne Cup, et de quatre longueurs. Si au printemps elle semble moins en forme, elle s'adjuge tout de même un onzième groupe 1, les Chipping Norton Stakes. Alors que la saison touche à sa fin, coup de tonnerre : ses propriétaires annoncent que Verry Elleegant sera envoyée en Europe afin de disputer certaines prestigieuses courses du vieux continent, notamment le Prix de l'Arc de Triomphe. Un choix purement sportif (les allocations en Australie étant supérieures à celles distribuées en Europe) qui n'est pas du goût de tous les propriétaires de la jument, dont certains, parmi lesquels son éleveur, décident de vendre leur part après cette annonce. En mai 2022, Verry Elleegant rejoint donc Chantilly et les boxes de l'entraîneur Francis-Henri Graffard. Elle fait ses débuts européens en août à Deauville dans le Prix Jean Romanet, associée à Lanfranco Dettori. L'opposition n'est pas exceptionnelle, mais l'apprentissage est rude : le terrain, la configuration de course ("à la française", c'est-à-dire disputée à un train de sénateur jusqu'à un sprint final) et sa forme incertaine ne lui permettent pas de se mettre en évidence, elle termine dernière. Sa sortie suivante dans le Prix Foy, avec cette fois Christophe Soumillon sur le dos, est plus encourageante, Verry Elleegant parvenant à se mêler à la lutte finale et obtenant la troisième place. Suffisant pour disputer l'Arc avec des ambitions ? C'est en tout cas la volonté de ses propriétaires, qui ont tout de même traversé le monde pour cela. Mais la semaine précédent le jour J, c'est la douche froide : la course est limitée à 20 partants et la jument, pour cause d'un rating insuffisant (elle est jugée sur sa performance de Longchamp en 113), est cruellement éliminée, retirant à l'épreuve sa pincée de piment océanien. Pas very élégant pour elle, mais pas illogique non plus. Puisque, rabattue sur le Prix de Royallieu pour faire contre mauvaise fortune bon cœur et associé au jockey australien Mark Zahra, elle montre une nouvelle fois ses limites dans ce groupe 1 disputé la veille de l'Arc et réservé aux seules femelles. Sa dernière sortie de l'année parachève une campagne européenne finalement ratée. Envoyée courir les British Champions Fillies' & Mares' Stakes à Ascot, elle termine dans l'anonymat du peloton. 
Ainsi prend fin sa longue carrière de la championne aux onze groupe 1, qui reste en Europe où elle est saillie début 2023 par l'étalon-vedette Sea The Stars, au moment où elle est admise au Hall of Fame des courses néo-zélandaises. Las, leur produit ne verra jamais le jour, et Verry Elleegant meurt de complications survenues au poulinage, le 18 février 2024.

### Résumé de carrière
| Date             | Hippodrome       | Pays             | Course                                     | Statut           | Distance         | Jockey            | Place            | Écart            | Vainqueur ou deuxième |
| 2017-2018, 2 ans | 2017-2018, 2 ans | 2017-2018, 2 ans | 2017-2018, 2 ans                           | 2017-2018, 2 ans | 2017-2018, 2 ans | 2017-2018, 2 ans  | 2017-2018, 2 ans | 2017-2018, 2 ans | 2017-2018, 2 ans      |
| ---------------- | ---------------- | ---------------- | ------------------------------------------ | ---------------- | ---------------- | ----------------- | ---------------- | ---------------- | --------------------- |
| 7 juillet        | Te Rapa          | Nouvelle-Zélande | Majestic Horse Floats Plate                |                  | 1 200 m          | R. Smyth          | 2e / 7           | 2 ½              |                       |
| 2018-2019, 3 ans |                  |                  |                                            |                  |                  |                   |                  |                  |                       |
| 12 août          | Ruakaka          | Nouvelle-Zélande | Nzb Insurance Pearl Series Mdn             | Maiden           | 1 400 m          | R. Smyth          | 1er / 12         | 2 ½              |                       |
| 12 septembre     | Matamata         | Nouvelle-Zélande | Nzb Insurance Pearl Series                 |                  | 1 400 m          | R. Smyth          | 1er / 8          | 2 ½              |                       |
| 6 octobre        | Flemington       | Australie        | Edward Manifold Stakes                     | Gr. 2            | 1 600 m          | J. Allen          | 3e / 13          | 2 ½              | Amphitrite            |
| 20 octobre       | Caulfield        | Australie        | Ethereal Stakes                            | Gr. 3            | 2 000 m          | J. Allen          | 1er / 16         | 1/2              | Aristia               |
| 3 novembre       | Flemington       | Australie        | Wakeful Stakes                             | Gr. 2            | 2 000 m          | J. Allen          | 5e / 11          | 3 ½              | Aristia               |
| 8 novembre       | Flemington       | Australie        | VRC Oaks                                   | Gr. 1            | 2 000 m          | J. Allen          | 7e / 15          | 6                | Aristia               |
| 16 février       | Flemington       | Australie        | The Vanity                                 | Gr. 3            | 1 400 m          | J. McDonald       | 2e / 10          | 1                | Amphitrite            |
| 16 mars          | Rosehill         | Australie        | Phar Lap Stakes                            | Gr. 2            | 1 500 m          | J. McDonald       | 1er / 9          | 3 ½              | Seabrook              |
| 30 mars          | Rosehill         | Australie        | Vinery Stud Stakes                         | Gr. 1            | 2 000 m          | J. McDonald       | 1er / 11         | 1 ¾              | Frankely Awesome      |
| 13 avril         | Randwick         | Australie        | Australian Oaks                            | Gr. 1            | 2 400 m          | J. McDonald       | 1er / 14         | 1 ¾              | Scarlet Dream         |
| 2019-2020, 4 ans |                  |                  |                                            |                  |                  |                   |                  |                  |                       |
| 24 août          | Randwick         | Australie        | Winx Stakes                                | Gr. 1            | 1 400 m          | J. McDonald       | 9e / 10          | 3 ¾              | Samadoubt             |
| 21 septembre     | Randwick         | Australie        | White Stakes                               | Gr. 1            | 1 600 m          | J. McDonald       | 4e / 13          | 3 ¾              | Avilius               |
| 5 octobre        | Randwick         | Australie        | Active Hill Stakes                         | Gr. 2            | 2 000 m          | J. McDonald       | 1er / 8          | nez              | Samadoubt             |
| 26 octobre       | Moonee Valley    | Australie        | Cox Plate                                  | Gr. 1            | 2 000 m          | J. McDonald       | 12e / 14         | 10 ½             | Lys Gracieux          |
| 15 février       | Randwick         | Australie        | Apollo Stakes                              | Gr. 2            | 1 400 m          | T. Clark          | 4e / 10          | 2                | Alizee                |
| 29 février       | Randwick         | Australie        | Chipping Norton Stakes                     | Gr. 1            | 1 600 m          | J. McDonald       | 2e / 13          | 1/2              | Te Akau Shark         |
| 21 mars          | Rosehill         | Australie        | Ranvet Stakes                              | Gr. 1            | 2 000 m          | J. McDonald       | 2e / 7           | 1/2              | Addeybb               |
| 28 mars          | Rosehill         | Australie        | Tancred Stakes                             | Gr. 1            | 2 400 m          | J. McDonald       | 1er / 9          | 4 ¼              | Mustajeer             |
| 11 avril         | Randwick         | Australie        | Queen Elizabeth Stakes                     | Gr. 1            | 2 000 m          | N. Rawiller       | 2e / 12          | 2 ¾              | Addeybb               |
| 2020-2021, 5 ans |                  |                  |                                            |                  |                  |                   |                  |                  |                       |
| 22 août          | Randwick         | Australie        | Winx Stakes                                | Gr. 1            | 1 400 m          | J. McDonald       | 1er / 16         | cte tête         | Star of The Seas      |
| 19 septembre     | Randwick         | Australie        | George Main Stakes                         | Gr. 1            | 1 600 m          | J. McDonald       | 4e / 7           | 1 ¾              | Kolding               |
| 3 octobre        | Flemington       | Australie        | Turnbull Stakes                            | Gr. 1            | 2 000 m          | M. Zahra          | 1er / 15         | cte tête         | Toffee Tongue         |
| 17 octobre       | Caulfield        | Australie        | Caulfield Cup                              | Gr. 1            | 2 400 m          | M. Zahra          | 1er / 18         | tête             | Anthony Van Dyck      |
| 3 novembre       | Flemington       | Australie        | Melbourne Cup                              | Gr. 1            | 3 200 m          | M. Zahra          | 7e / 23          | 4                | Twilight Payment      |
| 13 février       | Randwick         | Australie        | Apollo Stakes                              | Gr. 2            | 1 400 m          | J. McDonald       | 3e / 8           | 2 ¼              | Colette               |
| 27 février       | Randwick         | Australie        | Chipping Norton Stakes                     | Gr. 1            | 1 600 m          | J. McDonald       | 1er / 9          | tête             | Addeybb               |
| 17 avril         | Randwick         | Australie        | Queen Elizabeth Stakes                     | Gr. 1            | 2 000 m          | J. McDonald       | 1er / 9          | 1                | Addeybb               |
| 2021-2022, 6 ans |                  |                  |                                            |                  |                  |                   |                  |                  |                       |
| 21 août          | Randwick         | Australie        | Winx Stakes                                | Gr. 1            | 1 400 m          | J. McDonald       | 2e / 14          | tête             | Mo'unga               |
| 18 septembre     | Randwick         | Australie        | George Main Stakes                         | Gr. 1            | 1 600 m          | J. McDonald       | 1er / 9          | 3/4              | Riodini               |
| 2 octobre        | Flemington       | Australie        | Turnbull Stakes                            | Gr. 1            | 2 000 m          | D. Lane           | 4e / 9           | 3 ½              | Incentivise           |
| 23 octobre       | Moonee Valley    | Australie        | Cox Plate                                  | Gr. 1            | 2 000 m          | D. Lane           | 3e / 8           | 1                | State of Rest         |
| 2 novembre       | Flemington       | Australie        | Melbourne Cup                              | Gr. 1            | 3 200 m          | J. McDonald       | 1er / 23         | 4                | Incentivise           |
| 12 février       | Randwick         | Australie        | Apollo Stakes                              | Gr. 2            | 1 400 m          | J. McDonald       | 7e / 13          | 4 ½              | Think It Over         |
| 26 février       | Randwick         | Australie        | Chipping Norton Stakes                     | Gr. 1            | 1 600 m          | J. McDonald       | 1er / 10         | cte tête         | She's Ideel           |
| 19 mars          | Rosehill         | Australie        | Ranvet Stakes                              | Gr. 1            | 2 000 m          | J. McDonald       | 2e / 6           | 2                | Montefilia            |
| 9 avril          | Randwick         | Australie        | Queen Elizabeth Stakes                     | Gr. 1            | 2 000 m          | J. McDonald       | 5e / 9           | 6 ½              | Think It Over         |
| 21 août          | Deauville        | France           | Prix Jean Romanet                          | Gr. 1            | 2 000 m          | L. Dettori        | 7e / 7           | 4 ¾              | Aristia               |
| 11 septembre     | Longchamp        | France           | Prix Foy                                   | Gr. 2            | 2 400 m          | C. Soumillon      | 3e / 6           | 1 ½              | Irésine               |
| 1er octobre      | Longchamp        | France           | Prix de Royallieu                          | Gr. 1            | 2 800 m          | M. Zahra          | 7e / 10          | 4 ¾              | Sea La Rosa           |
| 15 octobre       | Ascot            | Royaume-Uni      | British Champions Fillies' & Mares' Stakes | Gr. 1            | 2 400 m          | Mickaël Barzalona | 9e / 14          | 6                | Emily Upjohn          |

## Origines
Verry Elleegant a contribué à révéler le nom de son père, l'obscur Néo-Zélandais Zed, étoile filante apparue seulement quatre fois en piste pour une seule victoire. Il était tout de même le favori du Derby Néo-Zélandais, dont une blessure l'a privé. Installé à Little Avondale Stud, il ne suscite guère d'enthousiasme chez les éleveurs malgré son beau papier (sa mère Emerald Dream est lauréate de groupe 1) et il finit par être envoyé dans un tout petit haras à la pointe sud de la Nouvelle-Zélande, une ferme de 14 ha où, parmi les bœufs, les moutons et complètement oublié, il saillit une poignée de pur-sang et même des juments de trait. Mais ses produits commencent à faire parler d'eux et l'étalon est tiré de son exil pour être ramené dans un autre haras, Grangewilliam Stud, l'année où l'un de ses fils, Survive, s'impose au niveau groupe 1. En 2022, il fait la monte à Aus$ 6 000.
la mère de Verry Eleegant, Opulence, avait été acquise Aus$ 14 000 en 2011. Lauréate de deux petites courses, elle a donné également Verry Flash, lui aussi par Zed, placé d'un groupe 3. Sa deuxième mère, Cotehele House, a donné les vainqueurs de groupe 1 Commands et Danewin. Opulence est donc une descendante de la grande poulinière Eight Carat, sa quatrième mère, mère de cinq vainqueurs de groupe 1 dont le champion Octagonal, c'est-à-dire qu'elle appartient à l'une des plus célèbres souches du stud, la famille 9-c, celle de la fondamentale Mumtaz Mahal, d'où descend une multitude de champions, de l'immense Nasrullah à Cracksman, de Abernant à Zarkava, en passant par Migoli, Petite Étoile, Habibti, Shergar, Oh So Sharp, Golden Horn, Cracksman, Alpinista, etc.

### Pedigree
| Origines de Verry Elleegant (NZ), jument baie née en 2015 | Origines de Verry Elleegant (NZ), jument baie née en 2015 | Origines de Verry Elleegant (NZ), jument baie née en 2015 | Origines de Verry Elleegant (NZ), jument baie née en 2015 |
| --------------------------------------------------------- | --------------------------------------------------------- | --------------------------------------------------------- | --------------------------------------------------------- |
| Père Zed 2002                                             | Zabeel 1986                                               | Sir Tristram                                              | Sir Ivor                                                  |
| Père Zed 2002                                             | Zabeel 1986                                               | Sir Tristram                                              | Isolt                                                     |
| Père Zed 2002                                             | Zabeel 1986                                               | Lady Giselle                                              | Nureyev                                                   |
| Père Zed 2002                                             | Zabeel 1986                                               | Lady Giselle                                              | Valderna                                                  |
| Père Zed 2002                                             | Emerald Dream 1996                                        | Danehill                                                  | Danzig                                                    |
| Père Zed 2002                                             | Emerald Dream 1996                                        | Danehill                                                  | Razyana                                                   |
| Père Zed 2002                                             | Emerald Dream 1996                                        | Theme Song                                                | Sackford                                                  |
| Père Zed 2002                                             | Emerald Dream 1996                                        | Theme Song                                                | Cotehele House                                            |
| Mère Opulence 2005                                        | Danroad 1999                                              | Danehill                                                  | Danzig                                                    |
| Mère Opulence 2005                                        | Danroad 1999                                              | Danehill                                                  | Razyana                                                   |
| Mère Opulence 2005                                        | Danroad 1999                                              | Strawberry Girl                                           | Strawberry Road                                           |
| Mère Opulence 2005                                        | Danroad 1999                                              | Strawberry Girl                                           | Pay the Piper                                             |
| Mère Opulence 2005                                        | Mulan Magic 1999                                          | King's Theatre                                            | Sadler's Wells                                            |
| Mère Opulence 2005                                        | Mulan Magic 1999                                          | King's Theatre                                            | Regal Beauty                                              |
| Mère Opulence 2005                                        | Mulan Magic 1999                                          | Chalet Girl                                               | Imposing                                                  |
| Mère Opulence 2005                                        | Mulan Magic 1999                                          | Chalet Girl                                               | Cotehele House (famille 9-c)                              |